# Valpurgina noć
Valpurgina noć je naziv za noć s 30. travnja na 1. svibnja. Slavi se u Finskoj, Švedskoj, Estoniji, Latviji, Sloveniji i Njemačkoj. Radi se o sv. Walburgi (710. – 779.), svetici i časnoj sestri. To je proslava plodnosti. Kuće se ukrašavaju, pale se krijesovi. Pjeva se i pije do dugo u noć. Drže se govori. Na ovaj dan rođen je sadašnji kralj Švedske Carl XVI. Gustaf. Prema legendi, tada su u Njemačkoj vještice na derneku. Na nju je 1966. godine Anton LaVey osnovao Crkvu Sotone.